# Xã Harrison, Quận Fayette, Indiana
Xã Harrison (tiếng Anh: Harrison Township) là một xã thuộc quận Fayette, tiểu bang Indiana, Hoa Kỳ. Năm 2010, dân số của xã này là 6.450 người.